# Sukanegara (Jonggol)
Sukanegara is een bestuurslaag in het regentschap Bogor van de provincie West-Java, Indonesië. Sukanegara telt 5809 inwoners (volkstelling 2010).